# Rio Itanhaém (vattendrag i Brasilien, Bahia)
Rio Itanhém är ett vattendrag i Brasilien.   Det ligger i delstaten Bahia, i den östra delen av landet, 900 km öster om huvudstaden Brasília.